# 特雷克利亞諾

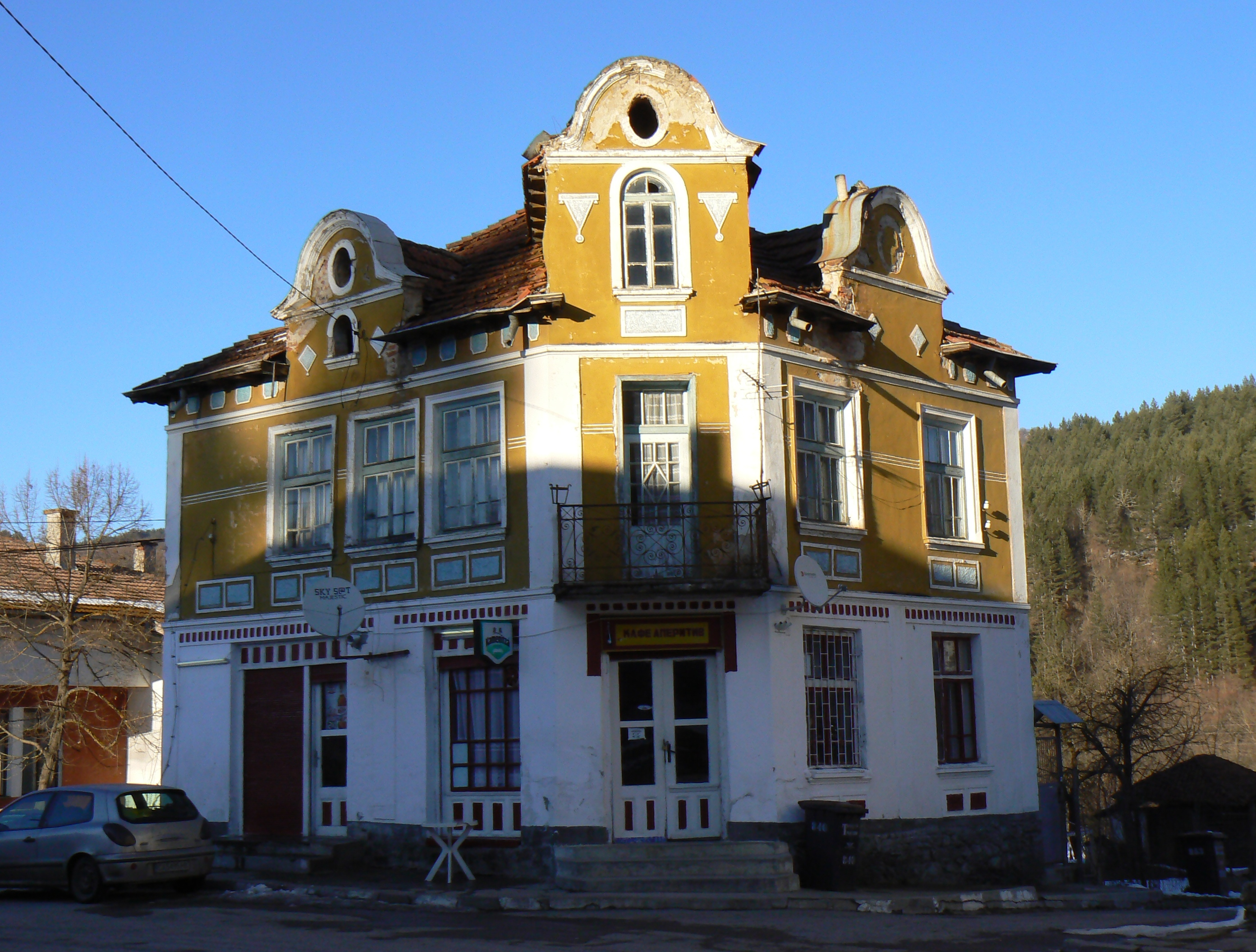
特雷克利亞諾

特雷克利亞諾，是保加利亞西部丘斯滕迪爾州特雷克利亞諾市鎮的村庄及行政中心，面積25.97平方公里，海拔高度791米，2015年人口338，人口密度每平方公里13.02人。